# Archichlora chariessa
Archichlora chariessa är en fjärilsart som beskrevs av Louis Beethoven Prout 1925. Archichlora chariessa ingår i släktet Archichlora och familjen mätare. Inga underarter finns listade i Catalogue of Life.